# Oued Zeroud
L'oued Zeroud (arabe : واد زرود) est un oued coulant dans le centre de la Tunisie, principalement sur le territoire du gouvernorat de Kairouan. Son cours moyen est de quarante kilomètres même si la longueur maximale de son lit atteint 150 kilomètres.

## Géographie

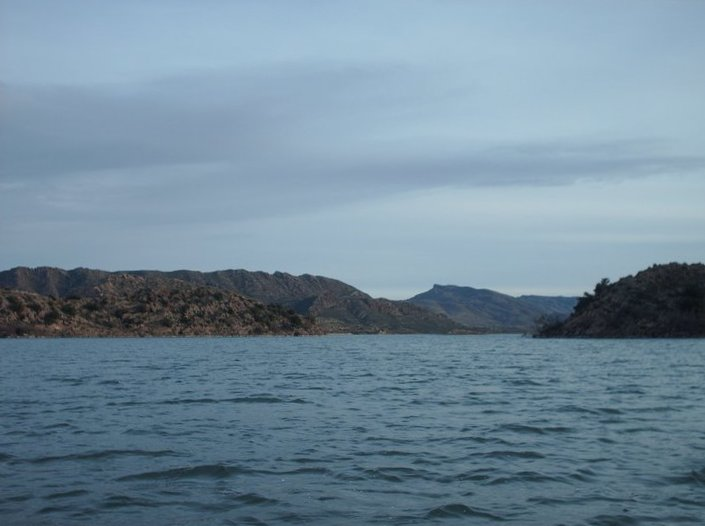
Lac de barrage de Sidi Saad.

Il collecte sur son bassin amont les eaux d'une série d'oueds drainant la région du Djebel Nara et du Djebel Tazza, le tout étant retenu par le barrage Sidi Saad, situé à environ 45 kilomètres au sud-ouest de Kairouan. En aval du barrage, une série d'oueds se jettent dans l'oued Zeroud, coulant jusqu'à une zone localisée à environ dix kilomètres au sud-est de Kairouan où il cesse d'être un oued unique et se scinde en plusieurs parties dont certaines rejoignent la sebkha Kelbia.

## Hydrologie
L'oued Zeroud présente un écoulement très irrégulier. La pluviométrie réduite de la région conduit à la quasi absence de précipitations en été, mais à des inondations en automne en raison d'un ruissellement rapide lorsque la pluie tombe durant un court laps de temps.
En période de crues, au niveau de Sidi Saad, les apports d'eau provenant de la branche Nord (bassin versant de l'oued Hajel) représentent 61 %, ceux de la branche sud assurant un apport de 30 % (bassin versant de l'oued Hatob couvrant une superficie d'environ 2 200 km2, dont 90 km2 se trouvent en Algérie). Le reste des apports provient du bassin intermédiaire.
Les inondations catastrophiques de 1969 et 1973 ont été un facteur décisif pour la construction, en 1981, d'un barrage au niveau de Sidi Saad pour réguler ces crues.  Depuis cette construction, l'oued Zeroud est devenu une source d'eau potable fiable pour une partie des habitants de la région de Kairouan (eaux collectées au niveau de la retenue du barrage Sidi Saad), mais sert aussi, avant tout, à l'irrigation de terres agricoles (périmètres irrigués par les eaux de la retenue sur 50 929 hectares en 2010). La construction du barrage et l'intensification des pratiques agricoles que la retenue a permis ont conduit à une réduction du niveau des nappes phréatiques, par ailleurs surexploitées.
La salinité de l'eau, en particulier au niveau de la retenue du barrage, augmente en été en raison de l'évaporation (jusqu'à 3,18 psu en août pour une ligne de base de 2,79 psu en décembre). Pour maintenir le taux de salinité à un niveau acceptable pour l'irrigation des surfaces agricoles, des apports complémentaires provenant des transferts d'autres retenues sont parfois effectués en été à la hauteur du barrage, ce qui augmente la quantité globale d'eau dans l'oued Zeroud pris dans son ensemble.
Dans sa globalité, le bassin du Zéroud renferme l'un des plus importants systèmes aquifères de la Tunisie centrale. De plus, le site Ramsar de la retenue du barrage Sidi Saad et la contribution essentielle des apports de l'oued à la zone humide de la sebkha Kelbia en font le support principal de la biodiversité de la région.

## Faune

### Production piscicole
L'oued Zeroud, et tout particulièrement la retenue de Sidi Saad, joue un rôle national important dans la production de poisson d'eau douce : les captures dans le réservoir représentent 10 % du volume des ventes de poissons d'eau douce en 2015. En 2004, un essai de production de tilapia en cages flottantes est mené avec succès. Depuis cependant, les poissons sont simplement capturés au filet. Le centre technique d'aquaculture ensemence régulièrement la retenue avec des alevins de mulets.
En 2010, la production de poissons est de 84 t/an, dont 49,5 t de carpes, 26 t de mulets, 6,8 t de silures et 1,7 t d'anguilles, fournissant des emplois à 62 pêcheurs. Si la population des mulets semble stable, la diversité des poissons capturés au niveau de Sidi Saad semble avoir diminué avec le temps et se compose uniquement de carpes, mulets et barbeaux en 2016.

### Faune sauvage
Outre les poissons autochtones et introduits pour la pisciculture, l'oued Zeroud contient des crabes d'eau douce (Potamon algeriensis) ainsi que des crevettes d'eau douce de genre Atyaephyra desmaresti au niveau du barrage.
La présence de tortues d'eau douce (Mauremys leprosa) a été documentée, différents oueds du bassin versant et l'oued Zaroud lui-même étant aussi un habitat pour la sous-espèce tunisienne de tortue terrestre, la tortue mauresque.
La portion de l'oued constituant la retenue du barrage Sidi Saad est une zone humide protégée par la convention Ramsar (site Ramsar no 2018) : la présence d'eau toute l'année et l'abondance de poissons attirent les oiseaux d'eau comme les hérons cendrés (Ardea cinerea), les foulques macroule (Fulica atra) et les grèbes à cou noir (Podiceps nigricollis).